# زن دکتر
زن دکتر (سوئدی: Parisiennes) یک فیلم در سبک درام و صامت است که در سال ۱۹۲۸ منتشر شد. از بازیگران آن می‌توان به الکساندر مورسکی اشاره کرد.